# 7599 Munari
7599 Munari este un asteroid din centura principală, descoperit pe 3 august 1994, de Andrea Boattini și Maura Tombelli.